# Teoria do desenvolvimento psicossocial
Teoria do desenvolvimento psicossocial é uma teoria psicanalítica que identifica uma série de oito estágios pelos quais um indivíduo em desenvolvimento saudável deve passar desde a infância até o final da idade adulta, conforme articulada na segunda metade do século XX por Erik Erikson em colaboração com Joan Erikson.
De acordo com a teoria, os resultados de cada fase, sejam positivos ou negativos, influenciam os resultados das fases seguintes. Erikson publicou um livro chamado Infância e Sociedade, em 1950, que tornou conhecida sua pesquisa sobre os oito estágios do desenvolvimento psicossocial. Ele foi originalmente influenciado pela teoria do desenvolvimento psicossexual de Sigmund Freud. Começou trabalhando especificamente com as teorias de Freud, mas à medida que começou a se aprofundar no desenvolvimento biopsicossocial e em como outros fatores ambientais afetam o desenvolvimento humano, logo as ultrapassou e desenvolveu suas próprias ideias. Erikson desenvolveu diferentes maneiras substanciais para criar uma teoria sobre a natureza do desenvolvimento da personalidade à medida que se desenrola desde o nascimento até a velhice ou a morte. Argumentava que a experiência social é valiosa ao longo de nossa vida para cada estágio que pode ser reconhecido por um conflito especificamente quando encontramos entre as necessidades psicológicas e o entorno do ambiente social.
A teoria do desenvolvimento de Erikson caracteriza um indivíduo que passa por oito estágios da vida em função da negociação de suas forças biológicas e socioculturais. Cada uma das duas forças conflitantes tem uma crise psicossocial que caracteriza os oito estágios. Se a pessoa consegue conciliar essas forças com sucesso (favorecendo o primeiro atributo mencionado na crise), avança de fase com a virtude correspondente. Por exemplo, se um bebê entra na fase de criança (autonomia versus vergonha e dúvida) com mais confiança do que desconfiança, ela carrega a virtude da esperança para as restantes fases da vida. Os desafios do estágio que não são superados com sucesso podem retornar como problemas no futuro. No entanto, o domínio de uma fase não é necessário para avançar para a fase seguinte. Em um estudo, os sujeitos mostraram desenvolvimento significativo como resultado de atividades organizadas.

## Estágios
| Idade aproximada                    | Virtudes                        | Crise psicossocial                    | Relacionamento significante        | Questão existencial                              | Eventos                                  |
| ----------------------------------- | ------------------------------- | ------------------------------------- | ---------------------------------- | ------------------------------------------------ | ---------------------------------------- |
| Bebê Menos de 1 ano                 | Esperança                       | Confiança vs. desconfiança            | Mãe                                | Posso confiar no mundo?                          | Alimentação, abandono                    |
| Primeira infância 1–2 anos          | Autocontrole e força de vontade | Autonomia vs. vergonha/dúvida         | Pais                               | Está tudo bem em ser eu?                         | Aprender a ir ao banheiro, vestir-se     |
| Segunda infância 3–6 anos           | Orientação e objetivo           | Iniciativa vs. culpa                  | Família nuclear                    | Está tudo bem em fazer, mover e agir?            | Explorar, usar ferramentas ou fazer arte |
| Idade escolar 7–10 anos             | Método e competência            | Diligência vs. inferioridade          | Vizinhos, escola                   | Posso ter sucesso no mundo das pessoas e coisas? | Escola, esportes                         |
| Puberdade e adolescência 11–19 anos | Devoção e fidelidade            | Identidade vs. confusão de identidade | Pares, modelos de liderança        | O que sou? O que quero ser?                      | Relações sociais                         |
| Jovem adulto 20–44 anos             | Associação e amor               | Intimidade vs. isolamento             | Amigos, parceiros amorosos         | Posso me unir a outra pessoa?                    | Relacionamentos românticos               |
| Meia-idade 45–64 anos               | Cuidado                         | Generatividade vs. estagnação         | Companheiros de casa e de trabalho | Posso fazer minha vida valer a pena?             | Trabalho, parentalidade                  |
| Idade da reforma 65 em diante       | Sabedoria                       | Integridade vs. desespero             | Humanidade, minha espécie          | Tudo bem ter sido quem fui?                      | Reflexão sobre a vida                    |